# Liste des œuvres d'art de la Haute-Vienne
Cet article vise à recenser les œuvres d'art dans l'espace public de la Haute-Vienne, en France.

## Liste
Les œuvres sont classées par ordre alphabétique de communes et, au sein de celles-ci, par ordre chronologique d'installation, dans la mesure des informations disponibles.

### Sculptures
| Œuvre                                    | Auteur                          | Commune                 | Localisation                                                                          | Notes | Installation | Coordonnées                      | Illustration |
| ---------------------------------------- | ------------------------------- | ----------------------- | ------------------------------------------------------------------------------------- | --- | ------------ | -------------------------------- | --- |
| Médaillon du docteur Delphin Ballet,     | Élias Robert et Mathurin Moreau | Ambazac                 | Sur la place de l'Hôtel-de-Ville                                                      | | 1904         | 45° 57′ 30″ nord, 1° 24′ 06″ est | Image manquante |
| L'Agriculture                            | À déterminer                    | Beaumont-du-Lac         | Sur l'île de Vassivière, près de la fontaine                                          | Également appelée L'Abondance. | À déterminer | à géolocaliser                   | Image manquante |
| Vaches                                   | Francis Cuny                    | Boisseuil               | Pôle de Lanaud                                                                        | | À déterminer | 45° 44′ 45″ nord, 1° 20′ 06″ est | Vaches |
| L'Ange                                   | Ingemar Andersson               | Bujaleuf                | Sur la plage du lac de Sainte-Hélène                                                  | | À déterminer | 45° 48′ 21″ nord, 1° 38′ 05″ est | L'Ange |
| L'Envol assoiffé                         | Germano Frias                   | Bujaleuf                | Sur la plage du lac de Sainte-Hélène                                                  | | À déterminer | 45° 48′ 14″ nord, 1° 38′ 09″ est | Image manquante |
| Nuage                                    | Lionel Schewzuck                | Bujaleuf                | Dans le parc du château                                                               | | À déterminer | 45° 47′ 43″ nord, 1° 37′ 42″ est | Image manquante |
| Sans titre                               | Nadaud Guilloton                | Bujaleuf                | Sur la plage du lac de Sainte-Hélène                                                  | | À déterminer | 45° 48′ 21″ nord, 1° 38′ 07″ est | Image manquante |
| Sculpture                                | Lionel Schewzuck                | Bujaleuf                | Dans le parc du château                                                               | | À déterminer | 45° 47′ 42″ nord, 1° 37′ 42″ est | Image manquante |
| Sculpture                                | Pierre Digan                    | Bujaleuf                | Dans le parc du château                                                               | | À déterminer | 45° 47′ 42″ nord, 1° 37′ 42″ est | Image manquante |
| Sculpture                                | Pierre Digan                    | Bujaleuf                | Dans le parc du château                                                               | | À déterminer | 45° 47′ 41″ nord, 1° 37′ 42″ est | Image manquante |
| Sculpture                                | Nadaud Guilloton                | Bujaleuf                | Dans le parc du château                                                               | | À déterminer | 45° 47′ 42″ nord, 1° 37′ 42″ est | Image manquante |
| Sculpture                                | Nadaud Guilloton                | Bujaleuf                | Dans le parc du château                                                               | | À déterminer | 45° 47′ 42″ nord, 1° 37′ 42″ est | Image manquante |
| Sculpture                                | Jean Biron                      | Bujaleuf                | Dans le parc du château                                                               | | À déterminer | 45° 47′ 42″ nord, 1° 37′ 42″ est | Image manquante |
| Sculpture                                | Jean Biron                      | Bujaleuf                | Dans le parc du château                                                               | | À déterminer | 45° 47′ 43″ nord, 1° 37′ 43″ est | Image manquante |
| Paysage avec colline, eau et arbre       | Élisabeth Ballet                | Condat-sur-Vienne       | À déterminer                                                                          | | 1991         | 45° 47′ 37″ nord, 1° 13′ 52″ est | Image manquante |
| Buste d'Amédée de Pérusse des Cars       | À déterminer                    | Les Cars                | Château des Cars                                                                      | Représente Amédée de Pérusse des Cars. | À déterminer | 45° 40′ 47″ nord, 1° 04′ 23″ est | Buste d'Amédée de Pérusse des Cars |
| Buste du général Charles Thoumas         | À déterminer                    | Laurière                | Place général Thoumas (anciennement place de l'église)                                | Représente Charles Thoumas. L'original de 1913 en bronze est fondu sous le régime de Vichy, dans le cadre de la mobilisation des métaux non ferreux.                                            | À déterminer | à géolocaliser                   | Image manquante |
| Statue du maréchal Jean-Baptiste Jourdan | Élias Robert                    | Limoges                 | Sur la place Jourdan                                                                  | Représente Jean-Baptiste Jourdan. | 1860         | 45° 49′ 54″ nord, 1° 15′ 50″ est | Statue du maréchal Jean-Baptiste Jourdan |
| Statue de Jeanne d'Arc                   | Maxime Real del Sarte           | Limoges                 | Sur la place Fournier                                                                 | Représente Jeanne d'Arc. | À déterminer | 45° 49′ 53″ nord, 1° 15′ 38″ est | Image manquante |
| Allégorie de la porcelaine               | Henri Varenne                   | Limoges                 | À gauche de l'entrée de la gare                                                       | | À déterminer | à géolocaliser                   | Image manquante |
| Allégorie de l'Émail                     | Henri Varenne                   | Limoges                 | À droite de l'entrée de la gare                                                       | | À déterminer | à géolocaliser                   | Image manquante |
| La grande Source du Taurion              | Charles Malfray                 | Limoges                 | Champ de Juillet                                                                      | | À déterminer | 45° 50′ 06″ nord, 1° 15′ 48″ est | Image manquante |
| La Vienne                                | Paul Cornet                     | Limoges                 | Champ de Juillet                                                                      | | À déterminer | 45° 50′ 07″ nord, 1° 15′ 47″ est | Image manquante |
| Sans titre                               | À déterminer                    | Limoges                 | Sur la place Jourdan                                                                  | | À déterminer | 45° 49′ 55″ nord, 1° 15′ 52″ est | Sans titre |
| Buste de Louis Longequeue                | À déterminer                    | Limoges                 | Jardin de l'Évêché                                                                    | Représente Louis Longequeue. | À déterminer | à géolocaliser                   | Buste de Louis Longequeue |
| Le Chêne et le Roseau                    | Henri Coutheillas               | Limoges                 | Dans le jardin d'Orsay                                                                | | 1900         | à géolocaliser                   | Le Chêne et le Roseau« Le Chêne et le Roseau à Limoges », sur À nos grands hommes                                                                                              |
| Buste du docteur Fernand Lagrange        | Henri Coutheillas               | Pierre-Buffière         | Place de la Libération                                                                | Représente Fernand Lagrange. | 1910         | 45° 41′ 44″ nord, 1° 21′ 30″ est | Image manquante |
| Médaillon de Guillaume Dupuytren         | À déterminer                    | Pierre-Buffière         | Avenue de la République                                                               | Représente Guillaume Dupuytren. Remplace la statue de 1869 réalisée par Gustave Crauk, fondue sous le régime de Vichy, dans le cadre de la mobilisation des métaux non ferreux.                 | 1977         | à géolocaliser                   | Médaillon de Guillaume Dupuytren« Monument à Guillaume Dupuytren à Pierre-Buffière », sur À nos grands hommes                                                                  |
| Médaillon de Jean-Baptiste Camille Corot | Henri Coutheillas               | Saint-Junien            | Site Corot                                                                            | Représente Jean-Baptiste Camille Corot. | 1904         | à géolocaliser                   | Image manquante |
| Buste de Joseph Louis Gay-Lussac         | Aimé Millet                     | Saint-Léonard-de-Noblat | Sur la place Gay-Lussac                                                               | Représente Joseph Louis Gay-Lussac. | À déterminer | 45° 50′ 15″ nord, 1° 29′ 23″ est | Buste de Joseph Louis Gay-Lussac |
| Buste d'Adrien Pressemane,               | À déterminer                    | Saint-Léonard-de-Noblat | Intersection du boulevard Carnot (RD 39) et de l'avenue du général de Gaulle (RD 941) | Représente Adrien Pressemane. L'original de 1937 réalisé par Karl-Jean Longuet est fondu sous le régime de Vichy, dans le cadre de la mobilisation des métaux non ferreux.                      | À déterminer | 45° 50′ 08″ nord, 1° 29′ 25″ est | Image manquante |
| Buste de Denis Dussoubs,                 | À déterminer                    | Saint-Léonard-de-Noblat | Rue Roger-Salengro                                                                    | Représente Denis Dussoubs. L'original en bronze érigé en 1892 est fondu sous le régime de Vichy, dans le cadre de la mobilisation des métaux non ferreux. Il avait été érigé à Limoges en 1882. | À déterminer | à géolocaliser                   | Buste de Denis Dussoubs« Monument à Denis Dussoubs à Saint-Léonard-de-Noblat », sur À nos grands hommes,« Monument à Denis Dussoubs à Saint-Léonard-de-Noblat », sur e-monumen |
| Sans titre                               | Peter Briggs                    | Saint-Victurnien        | Sur le parvis de la mairie                                                            | | 1989         | à géolocaliser                   | Image manquante |

### Monuments aux morts
| Œuvre                                                                                                | Auteur                                 | Commune                    | Localisation                                                          | Notes                                     | Installation | Coordonnées                      | Illustration |
| --- | -------------------------------------- | -------------------------- | --------------------------------------------------------------------- | ----------------------------------------- | ------------ | -------------------------------- | --- |
| Monument aux morts                                                                                   | Giuseppe Luchetti                      | Aixe-sur-Vienne            | Dans le parc de la chapelle Notre-Dame d'Arliquet, place des Horteils |                                           | 1924         | à géolocaliser                   | Image manquante |
| Poilu au drapeau (monument aux morts)                                                                | Copie d'après Eugène Piron             | Arnac-la-Poste             | À déterminer                                                          | Également appelé Soldat au drapeau.       | À déterminer | à géolocaliser                   | Image manquante |
| Poilu au repos (monument aux morts)                                                                  | Copie d'après Étienne Camus            | Azat-le-Ris                | Intersection de la RD 53 et de la RD 49, à côté de l'église           |                                           | 1923         | à géolocaliser                   | Image manquante |
| Monument aux morts                                                                                   | Henri Coutheillas                      | Bellac                     | Sur l'esplanade Jean Moulin, au bord de l'avenue du Maréchal Foch     |                                           | 1923         | à géolocaliser                   | Image manquante |
| Poilu baïonnette au canon (d) (monument aux morts)                                                   | Copie d'après Étienne Camus            | Blanzac                    | À déterminer                                                          |                                           | À déterminer | à géolocaliser                   | Image manquante |
| Monument aux morts                                                                                   | Henri Coutheillas                      | Châlus                     | Sur la place du marché                                                |                                           | 1923         | à géolocaliser                   | Monument aux morts« Monument aux morts de 1914-1918 à Châlus », sur À nos grands hommes                                      |
| Statue de la Liberté (monument aux morts)                                                            | Copie d'après Auguste Bartholdi        | Châteauneuf-la-Forêt       | Sur la place de l'Église                                              |                                           | 1924         | à géolocaliser                   | Statue de la Liberté (monument aux morts)« Monument aux morts de 1914-1918 à Châteauneuf-la-Forêt », sur À nos grands hommes |
| Monument aux morts                                                                                   | À déterminer                           | Châteauponsac              | À déterminer                                                          |                                           | À déterminer | à géolocaliser                   | Image manquante |
| Debout les Morts (monument aux morts)                                                                | Copie d'après Jules Pollacchi          | Coussac-Bonneval           | Avenue du 11 novembre 1918                                            |                                           | À déterminer | à géolocaliser                   | Debout les Morts (monument aux morts)« Monument aux morts de 1914-1918 à Coussac-Bonneval », sur À nos grands hommes         |
| Monument aux morts                                                                                   | À déterminer                           | Glandon                    | À déterminer                                                          |                                           | À déterminer | à géolocaliser                   | Monument aux morts |
| Monument aux morts                                                                                   | Henri Coutheillas                      | Le Dorat                   | Sur la place de la Collégiale                                         |                                           | 1929         | à géolocaliser                   | Monument aux morts« Monument aux morts de 1914-1918 du Dorat », sur À nos grands hommes                                      |
| Monument à la mémoire des Enfants de la Haute-Vienne morts pour la défense de la Patrie en 1870-1871 | Martial Adolphe Thabard                | Limoges                    | Intersection de l'avenue du Général-de-Gaulle et du cours Jourdan     | Inscrit MH (2001)                         | 1899         | 45° 49′ 58″ nord, 1° 15′ 53″ est | Monument à la mémoire des Enfants de la Haute-Vienne morts pour la défense de la Patrie en 1870-1871                         |
| Monument aux morts de 1914-1918                                                                      | André Augustin Sallé                   | Limoges                    | Sur la place Jourdan                                                  | Érigé en 1931 dans le square de la Poste. | 1963         | à géolocaliser                   | Monument aux morts de 1914-1918« Monument aux morts de 1914-1918 à Limoges », sur À nos grands hommes                        |
| Monument aux morts de 1939-1945                                                                      | À déterminer                           | Limoges                    | Dans le jardin d'Orsay                                                |                                           | À déterminer | à géolocaliser                   | Monument aux morts de 1939-1945                                                                                              |
| Monument aux morts                                                                                   | À déterminer                           | Nexon                      | Jardin public des Garennes, devant le cimetière                       | Érigé[Quand ?] sur le champ de foire.     | 1950         | à géolocaliser                   | Image manquante |
| On ne passe pas (d) (monument aux morts)                                                             | Copie d'après Eugène Piron             | Pierre-Buffière            | Sur la place de l'Abbaye                                              |                                           | À déterminer | à géolocaliser                   | On ne passe pas (d) (monument aux morts)« Monument aux morts de 1914-1918 à Pierre-Buffière », sur À nos grands hommes       |
| Monument aux morts                                                                                   | Georges Delpérier                      | Rochechouart               | Sur la place de l'Hôtel-de-Ville                                      |                                           | 1924         | à géolocaliser                   | Monument aux morts« Monument aux morts de 1914-1918 à Rochechouart », sur À nos grands hommes                                |
| Le Poilu victorieux (monument aux morts)                                                             | Copie d'après Eugène Bénet             | Saint-Jean-Ligoure         | À déterminer                                                          |                                           | À déterminer | à géolocaliser                   | Image manquante |
| Monument aux morts                                                                                   | Henri Coutheillas                      | Saint-Léonard-de-Noblat    | À l'entrée du cimetière                                               |                                           | 1927         | à géolocaliser                   | Image manquante |
| Poilu montant la garde avec baïonnette (monument aux morts)                                          | Copie d'après Jules Pollacchi          | Saint-Maurice-les-Brousses | Devant l'église Saint-Maurice                                         |                                           | À déterminer | 45° 41′ 55″ nord, 1° 14′ 10″ est | Monument aux morts de Saint-Maurice-les-Brousses                                                                             |
| La Victoire en chantant (monument aux morts)                                                         | Copie d'après Charles Édouard Richefeu | Saint-Pardoux              | Près de l'église                                                      |                                           | À déterminer | à géolocaliser                   | La Victoire en chantant (monument aux morts)                                                                                 |
| Monument aux morts                                                                                   | Jules Pollacchi                        | Saint-Yrieix-la-Perche     | Boulevard de l'Hôtel-de-ville                                         |                                           | 1921         | 45° 30′ 46″ nord, 1° 12′ 11″ est | Monument aux morts de Saint-Yrieix-la-Perche                                                                                 |

### Fontaines
| Œuvre                  | Auteur                  | Commune               | Localisation                                               | Notes             | Installation | Coordonnées                      | Illustration         |
| ---------------------- | ----------------------- | --------------------- | ---------------------------------------------------------- | ----------------- | ------------ | -------------------------------- | -------------------- |
| Fontaine               | À déterminer            | Bessines-sur-Gartempe | À déterminer                                               |                   | À déterminer | à géolocaliser                   | Fontaine             |
| Les Fontaines          | Philippe Ongena         | Bujaleuf              | Sur la plage du lac de Sainte-Hélène                       |                   | À déterminer | 45° 48′ 16″ nord, 1° 38′ 09″ est | Image manquante      |
| Font Crimosana         | À déterminer            | Châlus                | À déterminer                                               |                   | À déterminer | 45° 39′ 17″ nord, 0° 58′ 38″ est | Font Crimosana       |
| Fontaine Lapayrière    | Pierre-Amédée Brouillet | Le Dorat              | Place Charles-de-Gaulle                                    |                   | 1872         | 46° 12′ 43″ nord, 1° 04′ 47″ est | Fontaine Lapayrière  |
| Fontaine des Barres    | À déterminer            | Limoges               | Sur la place Fontaine-des-Barres                           | Inscrit MH (1949) | XVIIe siècle | 45° 49′ 55″ nord, 1° 15′ 25″ est | Fontaine des Barres  |
| Fontaine d'Aigoulène   | À déterminer            | Limoges               | Sur la place Saint-Michel (anciennement place de la Motte) | Inscrit MH (1949) | À déterminer | 45° 49′ 49″ nord, 1° 15′ 26″ est | Fontaine d'Aigoulène |
| Fontaine du Chevalet   | À déterminer            | Limoges               | Sur la place Stalingrad                                    |                   | À déterminer | 45° 49′ 57″ nord, 1° 15′ 30″ est | Fontaine du Chevalet |
| Fontaine de porcelaine | Jacques-Ange Corbel     | Limoges               | Dans le square Jacques Chirac, devant l'hôtel de ville     |                   | 1893         | 45° 49′ 37″ nord, 1° 15′ 36″ est | Fontaine             |
| Bassin-fontaine        | À déterminer            | Limoges               | Dans le jardin des Émailleurs                              |                   | À déterminer | 45° 49′ 36″ nord, 1° 14′ 51″ est | Bassin-fontaine      |
| Bassin-fontaine        | À déterminer            | Limoges               | Sur le champ de Juillet                                    |                   | À déterminer | 45° 50′ 09″ nord, 1° 15′ 55″ est | Bassin-fontaine      |
| Bassin-fontaine        | À déterminer            | Limoges               | Sur le champ de Juillet                                    |                   | À déterminer | 45° 50′ 07″ nord, 1° 15′ 51″ est | Bassin-fontaine      |
| Bassin-fontaine        | À déterminer            | Limoges               | Dans le jardin de l'Évêché                                 |                   | À déterminer | 45° 49′ 39″ nord, 1° 15′ 59″ est | Bassin-fontaine      |
| Bassin-fontaine        | À déterminer            | Limoges               | Dans le jardin de l'Évêché                                 |                   | À déterminer | 45° 49′ 41″ nord, 1° 16′ 05″ est | Bassin-fontaine      |
| Bassin-fontaine        | À déterminer            | Limoges               | Dans le jardin de l'Évêché                                 |                   | À déterminer | 45° 49′ 38″ nord, 1° 16′ 02″ est | Bassin-fontaine      |
| Bassin-fontaine        | À déterminer            | Rochechouart          | À déterminer                                               |                   | À déterminer | à géolocaliser                   | Bassin-fontaine      |
| Fontaine               | À déterminer            | Saint-Priest-Taurion  | Sur la place de la Mairie                                  |                   | À déterminer | à géolocaliser                   | Fontaine             |
| Fontaine               | À déterminer            | Tersannes             | Rue de l'Église                                            |                   | À déterminer | à géolocaliser                   | Fontaine             |

### Œuvres disparues ou retirées
| Œuvre                                  | Auteur                | Commune         | Localisation                       | Notes | Installation | Coordonnées    | Illustration |
| -------------------------------------- | --------------------- | --------------- | ---------------------------------- | --- | ------------ | -------------- | --- |
| Statue de la Céramique,                | Eugène Guillaume      | Limoges         | Jardin d'Orsay                     | Fondue sous le régime de Vichy, dans le cadre de la mobilisation des métaux non ferreux. | 1882         | à géolocaliser | Image manquante |
| Les Belles Vendanges,                  | Charles Vital-Cornu   | Limoges         | Jardin d'Orsay / Champ de Juillet  | Fondue sous le régime de Vichy, dans le cadre de la mobilisation des métaux non ferreux. | 1889         | à géolocaliser | Image manquante |
| Le Père nourricier,                    | Léopold Steiner       | Limoges         | Jardin d'Orsay                     | Fondue sous le régime de Vichy, dans le cadre de la mobilisation des métaux non ferreux. | 1890         | à géolocaliser | Image manquante |
| Statue de Joseph Louis Gay-Lussac,     | Aimé Millet           | Limoges         | Place d'Aine                       | Représentait Joseph Louis Gay-Lussac. Fondue sous le régime de Vichy, dans le cadre de la mobilisation des métaux non ferreux. Une statue de remplacement réalisée par Casaubon est installée dans les jardins du lycée Gay-Lussac en 1945. Détériorée par les intempéries, elle est déplacée[Quand ?] dans le hall Gay-Lussac pour la protéger. | 1890         | à géolocaliser | Image manquante |
| Statue de Denis Dussoubs               | Léon Roussel-Bardelle | Limoges         | Place Denis-Dussoubs               | Représentait Denis Dussoubs. Fondue sous le régime de Vichy, dans le cadre de la mobilisation des métaux non ferreux. | 1892         | à géolocaliser | Statue de Denis Dussoubs« Monument à Denis Dussoubs à Limoges », sur À nos grands hommes                                                           |
| Statue de Sadi Carnot,                 | Louis Clausade        | Limoges         | Rond-point Garibaldi               | Représentait Sadi Carnot. Fondue sous le régime de Vichy, dans le cadre de la mobilisation des métaux non ferreux. | 1897         | à géolocaliser | Image manquante |
| Buste du général Jean-Baptiste Dalesme | Henri Coutheillas     | Limoges         | Place des Tanneries                | Représentait Jean-Baptiste Dalesme. Fondu sous le régime de Vichy, dans le cadre de la mobilisation des métaux non ferreux. | 1911         | à géolocaliser | Image manquante |
| Buste du docteur François Chénieux,    | Henri Coutheillas     | Limoges         | Dans le square de l'Hôtel-de-Ville | L'original de 1912 est fondu sous le régime de Vichy, dans le cadre de la mobilisation des métaux non ferreux. Il est retiré en 2000 et placé à la clinique François-Chénieux. Il est volé en 2002. | 1952         | à géolocaliser | Image manquante |
| Groupes de NaÏades                     | À déterminer          | Limoges         | Champ de Juillet                   | Fondue sous le régime de Vichy, dans le cadre de la mobilisation des métaux non ferreux. | À déterminer | à géolocaliser | Image manquante |
| Fontaine de l'enfant et l'oie          | À déterminer          | Limoges         | Place Fournier                     | Fondue sous le régime de Vichy, dans le cadre de la mobilisation des métaux non ferreux. | À déterminer | à géolocaliser | Image manquante |
| Chasseur                               | À déterminer          | Limoges         | Hôtel de ville                     | Fondue sous le régime de Vichy, dans le cadre de la mobilisation des métaux non ferreux. | À déterminer | à géolocaliser | Image manquante |
| Statue de Guillaume Dupuytren          | Gustave Crauk         | Pierre-Buffière | Avenue de la République            | Représentait Guillaume Dupuytren. Fondue sous le régime de Vichy, dans le cadre de la mobilisation des métaux non ferreux. | 1869         | à géolocaliser | Image manquante |
| Statue de la fontaine Adeline,         | À déterminer          | Pierre-Buffière | Place Adeline                      | Fondue sous le régime de Vichy, dans le cadre de la mobilisation des métaux non ferreux. | À déterminer | à géolocaliser | Statue de la fontaine Adeline« Fontaine Adeline à Pierre-Buffière », sur À nos grands hommes,« Fontaine Adeline à Pierre-Buffière », sur e-monumen |